# Ryse: Son of Rome
Ryse: Son of Rome är ett datorspel i actionäventyrsgenren utvecklat av Crytek och utgivet av Microsoft Game Studios. Spelet släpptes till Xbox One den 22 november 2013, och släpptes till Windows den 10 oktober 2014.